# Vincent Leittersdorf
Vincent Leittersdorf (* 5. Dezember 1957 in Berlin) ist ein deutscher Schauspieler und Schauspieldozent.
Leittersdorf wuchs in Hamburg auf und erhielt von 1980 bis 1983 seine Ausbildung an der staatlichen Hochschule für Musik und Theater Hamburg.    Seine ersten Engagements führten ihn ebenfalls nach Hamburg. Später folgten Engagements am Staatstheater Kassel, in Bonn, am Maxim Gorki Theater oder den Salzburger Festspielen. Derzeit ist Leittersdorf am Theater Basel tätig. Daneben ist er Gastdozent an der Hochschule der Künste Bern.
Er spielte in verschiedenen Stücken die Hauptrolle. Unter anderem trat er als Hamlet, Kreon, Robespierre und als Narr Feste in Shakespeares Was ihr wollt sowie in dem Ein-Personen-Stück Das Tier auf. Leittersdorf arbeitete mit mehreren Regisseuren zusammen wie Barbara Frey, Katharina Thalbach, Stefan Bachmann, Nicolas Stemann, Alexander Nerlich, Sebastian Nübling und Elias Perrig.

## Hörspiele
- 2004: Friedrich Hölderlin: Hyperion oder Der Eremit von Griechenland (Alabanda); Bearbeitung & Regie: Kai Grehn (SWR)
- 2006: Jens Rehn: Nichts in Sicht; Bearbeitung & Regie: Kai Grehn (RBB)
- 2008: Tadeusz Borowski: Bei uns in Auschwitz (Tadeusz); Bearbeitung & Regie: Kai Grehn (RBB)
- 2008: Ingmar Bergman: Fisch. Farce für den Film; Bearbeitung & Regie: Kai Grehn (SWR)
- 2011: Kilian Leypold: Schwarzer Hund, Weißes Gras; Regie: Kai Grehn (BR)
- 2012: Emily Brontë: Sturmhöhe; Bearbeitung & Regie: Kai Grehn (NDR / SWR)
- 2012: Kai Laufen: Steuerung – Alt – Entfernen, Regie: Ulrich Lampen (SWR)
- 2013: E. M. Cioran: Vom Nachteil, geboren zu sein; Regie: Kai Grehn (SWR)
- 2015: Franz Werfel: Die vierzig Tage des Musa Dagh (Ter Haigasun); Bearbeitung & Regie: Kai Grehn (SWR / NDR / HR)